# Haie de Cornouailles

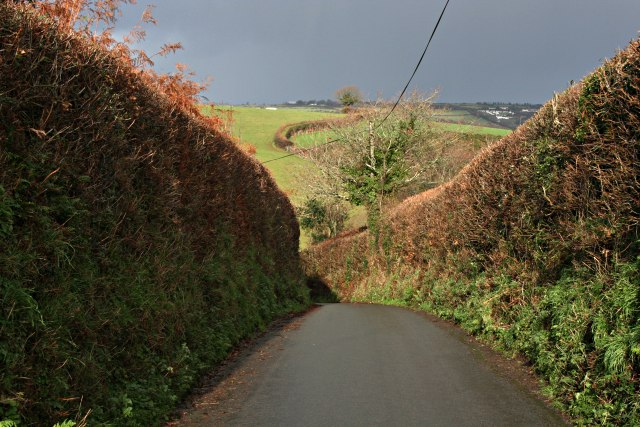
Route encaissée entre deux haies de Cornouailles.

La haie des Cornouailles (en anglais Cornish hedge, litt. « haie cornique ») est une haie bâtie que l’on rencontre dans les Cornouailles, région du sud-ouest de l’Angleterre. Elle consiste généralement en une levée de terre compactée dont les deux faces sont talutées et habillées de pierres et dont le sommet est recouvert de terre ou de gazon. Dans celui-ci, on plante parfois des arbustes (prunellier, aubépine) ou des ajoncs pour servir de brise-vent. Sur les faces latérales poussent des fleurs sauvages (campanules, primevères, digitales).
Il peut s’agir aussi d’un simple talus revêtu de pierres sèches.

## Dimensions

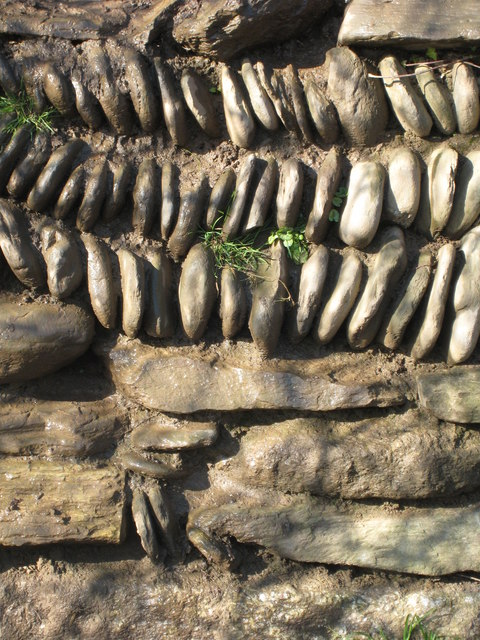
Parement d'une haie se trouvant près de la plage de Port Sawson : en bas, dalles posées à plat, en haut petites pierres lenticulaires (galets ?) posées de chant et plus ou moins inclinées.

La haie cornique fait habituellement 1,40 m de hauteur hors sol. Lorsqu’elle sert de clôture à une ferme, un domaine agricole, elle atteint souvent 1,80 m. Si elle longe un chemin ou une route encaissée (c'est-à-dire au niveau inférieur à celui des champs riverains), elle peut même dépasser cette hauteur.
La base de la haie est normalement égale à la hauteur totale de celle-ci (soit 1,40 m ou 1,80 m selon le cas).

## Fondation
Lorsque le socle rocheux n'affleure pas, la haie repose sur une assise de fondation à laquelle sont employées les pierres les plus grosses (elles ont pour nom coins ou grounders). Cette assise est généralement enterrée sinon complètement du moins partiellement.
Des chantepleures ou fentes verticales sont parfois aménagées à la base de la haie là où sourd un filet d’eau correspondant à une source.

## Profil

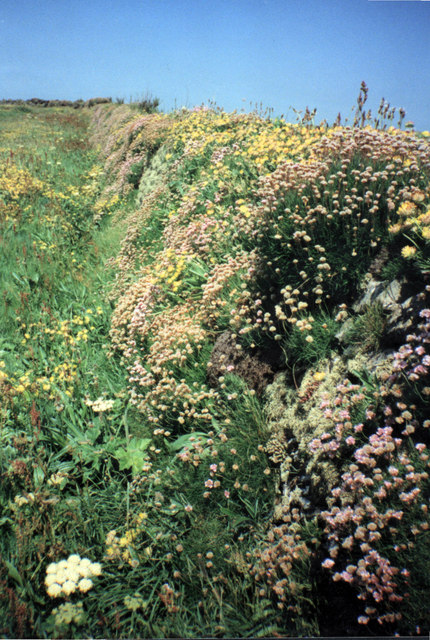
Haie de Cornouailles, toute en fleurs, au-dessus de Halzephron (1999).

Les faces de la haie suivent généralement un profil concave. Celui-ci est donné par un gabarit en forme de A évasé figurant la section du mur ou bien un gabarit en triangle rectangle dont on appose le côté convexe contre la face concave du mur.
L'obtention d'un profil concave se fait en inclinant fortement vers l'intérieur les premières assises de pierres à la base de la structure puis en relevant progressivement les assises supérieures jusqu'à ce que leur face en parement soit perpendiculaire.

## Revêtement de pierres
Les pierres de revêtement sont fichées dans la terre perpendiculairement au profil du talus. Aucun mortier n’est employé. Des boutisses, espacées d’un mètre entre elles et enfoncées d’au moins 45 cm dans le talus, viennent ancrer le revêtement dans le massif intérieur.
Il existe différents types d’agencement pour le revêtement de pierres en fonction de la nature géologique des pierres disponibles (moellons de granite ou ardoises de schiste selon les endroits): 
- succession d’assises de pierres posées de chant,
- alternance d’assises de pierres posées de chant mais penchées obliquement d’un côté puis de l’autre (dispositif en opus spicatum),
- assises de pierres posées à plat (horizontalement).

Les lauses de schiste, disponibles dans le nord des Cornouailles, sont idéales pour la pose de chant, les pierres de granite conviennent mieux à la pose à plat. 
Les joints sont normalement croisés.
Le haut du parement peut être terminé par une arase de pierres à la face vue équarrie (edgers en anglais).
L'agencement en épi de blé, surtout lorsqu'il est employé pour les deux dernières assises sous le dôme de gazon (on parle alors de comb, « peigne »), permet un meilleur enracinement des plantes.

## Remplissage intérieur
Le remplissage de l’intérieur de la haie est de la terre granuleuse qui y a été pelletée puis damée tous les 15 cm.

## Longévité
Lorsque les faces talutées de la haie sont rectilignes au départ, la longévité de la structure est moindre que lorsqu’elles sont concaves. Avec le temps, les faces qui sont rectilignes dès l'origine tendent à devenir convexes tandis que les faces qui sont montées de façon à avoir un profil concave tendent à devenir rectilignes.

## Végétation

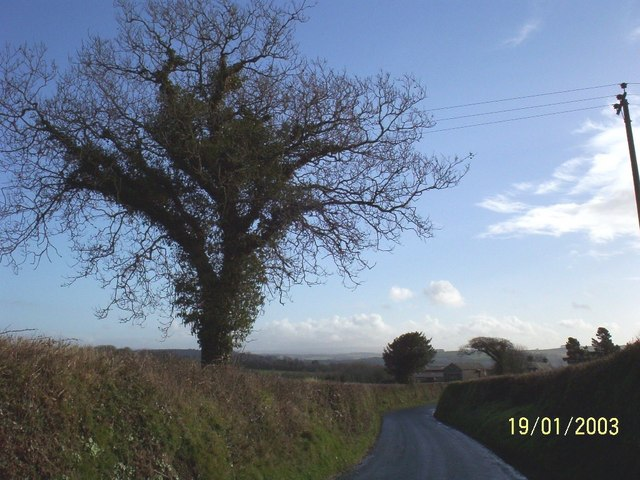
Houx poussant sur une haie cornique près de Trehill : sous ses dehors bienveillants, il a un « cœur de pierre »

Lors de la construction, des boutures de diverses plantes sont enfoncées dans les joints de la maçonnerie pour qu'elles puissent s'enraciner dans la terre du noyau central et se développer. Il arrive que les plantes prospèrent à un tel point que les parements en pierre finissent par disparaître sous la masse végétale.
Cet aspect de masse végétale peut s'avérer trompeur pour l'automobiliste circulant sur les petites routes étroites et encaissées de Cornouailles : en se serrant contre la haie bordant la route pour laisser passer un véhicule venant en sens inverse, il ne se rend pas compte qu'il va heurter ou râcler un mur en dur sous ce qu'il prenait pour une masse végétale sans consistance.
Certaines haies finissent par porter non seulement des plantes et des arbustes mais aussi de véritables arbres. Contrairement à ce qu'on pourrait penser, les racines ne font pas éclater le mur : en s'insinuant entre les pierres et en s'enroulent autour d'elles, elles les solidarisent et font de la paroi en pierre un tout cohérent, massif.